# Lycosuchidae
Lycosuchidae es una familia extinta  de therocephalia therápsidos del Pérmico medio en el Grupo Beaufort de Sudáfrica. Actualmente contiene dos géneros monotípicos, Lycosuchus, representado por  L. Vanderrieti , que fue nombrado por el paleontólogo Robert Broom en 1903 y Simorhinella, representado por S. Baini, que fue nombrada por Broom en 1915. Ambas especies se caracterizan por su gran tamaño corporal y hocicos cortos y profundos. Dos grupos de dientes caninos ampliados se consideraron una vez como característica definitoria de los lycosuchids, pero los estudios recientes han propuesto que el par más delantero sean reemplazos para los que están detrás de ellos, que habría caído eventualmente como a las personas de edad avanzada. Los Lycosuchidos son los primeros therocephalianos conocidos y también se piensa que pueda ser el más basal.